# 厚壳碘泡虫
厚壳碘泡虫（学名：Myxobolus thickthacae）为碘泡科碘泡虫属的动物。在中国，分布于湖北等，营寄生生活，寄生在泥鳅的肾。